# 戊三酮
2,3,4-戊三酮 （英語：2,3,4-Pentanetrione，或称为三羰基戊烷，triketopentane，或二甲基三酮，dimethyl triketone）是一种化学式为CH3COCOCOCH3的有机化合物，带有三个酮羰基（C=O），是最简单的三酮。
2,3,4-戊三酮可由二氧化硒氧化2,4-戊二酮（乙酰丙酮）制备。